# دوک‌نشین شلسویگ
دوک‌نشین شلسویگ (دانمارکی: Hertugdømmet Slesvig؛ آلمانی: Herzogtum Schleswig) دوک‌نشینی در دانمارک واقع‌شده در یوتلاند جنوبی بود. از سال ۱۹۲۰ این منطقه میان آلمان و دانمارک تقسیم شده‌است.